# 로이 윌킨스
로이 오토웨이 윌킨스 (Roy Ottoway Wilkins, 1901년 8월 30일 - 1981년 9월 8일)는 1930년대부터 1970년대까지 활동한 아프리카계 미국인 민권운동가였다.  윌킨스의 가장 두드러진 역할은 그의 전미 흑인 지위 향상 협회의 리더십이었으며 1955년부터 1963년까지 총장, 그리고 1964년부터 1977년까지 이사를 지냈다.  윌킨스는 흑인 민권 운동의 많은 두드러진 행렬들에서 중심 인물이었고 아프리카계 미국인 문학으로 공헌하였다.  그는 아프리카계 미국인들의 군사 입대를 위하여 논쟁적으로 주창하였다.

## 어린 시절
미주리주 세인트루이스에서 태어났으며 그의 부친은 그의 출생 당시 없었는 데 자신이 물러나 백인에게 보도를 양보하는 것을 거부한 후 린치될 위혐에 도시를 달아났다.  로이가 4세때 모친이 결핵으로 사망하였고, 그러고나서 윌킨스와 그의 형제·자매들은 미네소타주 세인트폴의 론도 이웃에서 이모와 이모부에 의하여 길러졌으며 거기서 지방 학교들을 다녔다.  윌킨스는 기계 예술 고등학교를 졸업하였다.  그의 조카는 로저 윌킨스였다. 1923년 윌킨스는 사회학에서 학위와 함께 미네소타 대학교를 졸업하였다.
1929년 그는 사회사업가 어민다 "미니" 배도에게 결혼하였고 부부는 자신들의 자녀들이 없었으나 필라델피아 출신의 작가 헤이즐 윌킨스-콜턴의 두 자녀를 키웠다.

## 초기 경력
대학 수학 동안 윌킨스는 〈미네소타 데일리〉에서 저널리스트로 일하였고 아프리카계 미국인 신문〈더 어필〉의 편집자가 되었다.  졸업 후, 그는 1923년 〈더 콜〉의 편집자가 되었다.
짐크로 법과 그의 대응은 그의 활동가의 활동으로 이끌었고 1931년 월터 프랜시스 화이트 아래 전미 흑인 지위 향상 협회 (NAACP)의 부총장으로서 뉴욕으로 이주하였다.  1934년 W. E. B. 듀보이스가 조직을 떠났을 때 윌킨스는 전미 흑인 지위 향상 협회의 공식 잡지 〈더 크라이시스〉의 편집자로서 그를 대체하였다.  1949년부터 1950년까지 윌킨스는 100개 이상의 지방과 국가 단체들로 구성된 전미 긴급 민권 동원의 의장을 맡았다.
제2차 세계 대전이 일어난 동안 그는 미국 전쟁부로 조언자를 지냈다.
1950년 "잠자는 차량의 운반인들을 위한 형제단"의 창립자 A. 필립 랜돌프와 "전미 유대인 공동체 관계 자문위윈회"의 아널드 애런슨과 더불어 윌킨스는 시민권·인권 지도자 회의 (LCCR)를 창립하였다.  시민권·인권 지도자 회의는 최고 민권 연합이 되었고 1957년 이래 모든 주요 민권법을 대표하여 국내 입법 캠페인을 조정하였다.

## 전미 흑인 지위 향상 협회 리더십

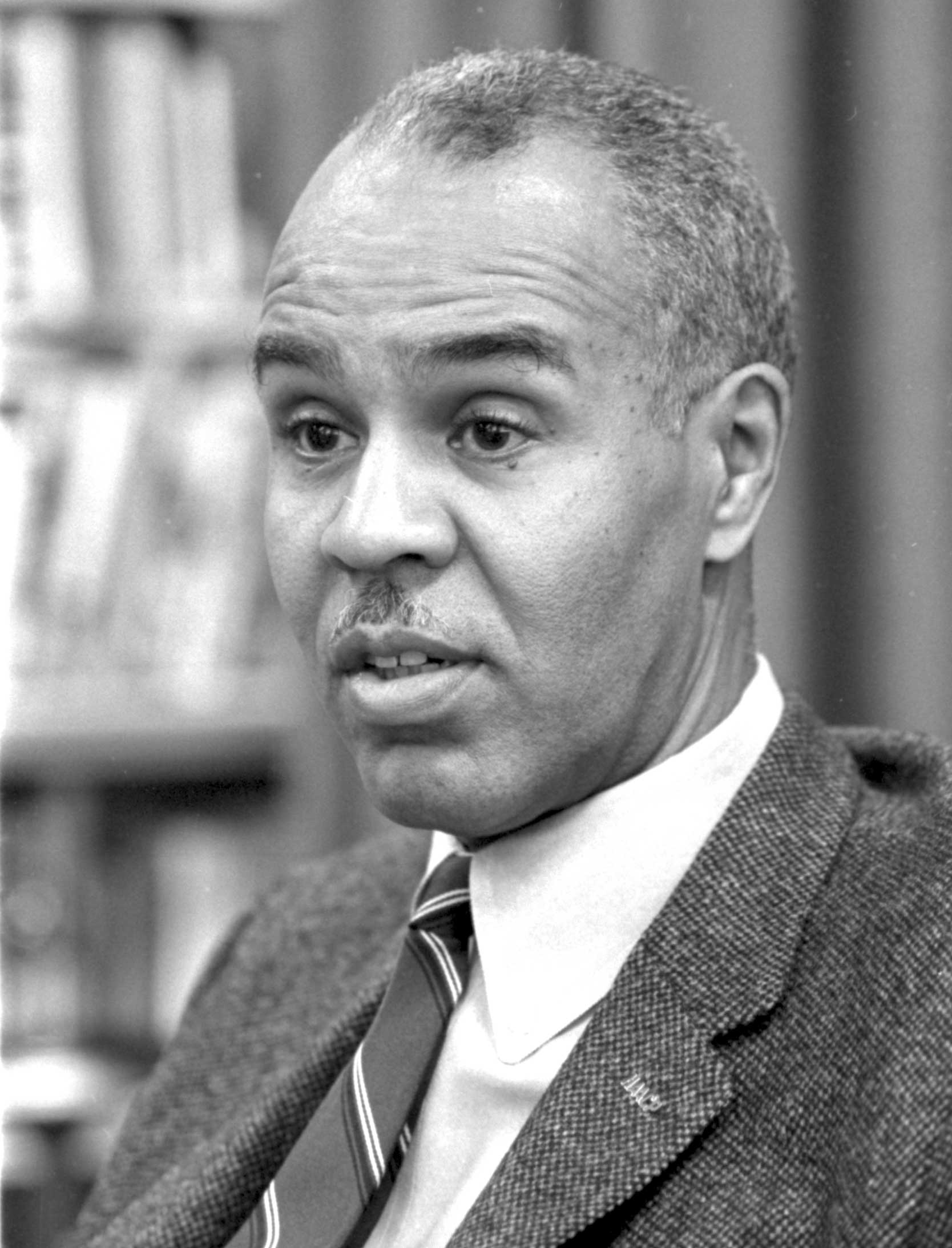
전미 흑인 지위 향상 협회의 총장 시절의 윌킨스 (1963년)

1955년 윌킨스는 전미 흑인 지위 향상 협회의 총장으로 선택되었고, 1964년에는 이사가 되었다.  그는 흑인 민권 운동을 위하여 대변인으로서 훌륭한 평판을 얻었다.  그의 첫 활동들 중 하나는 백인 시민 협의회의 회원들에 의하여 "신용 압박"을 받은 미시시피주에서 민권 운동가들에게 지원을 마련하는 것이었다.
윌킨스는 주에서 지도적인 민권 조직인 "니그로 리더십 지역 협의회"의 우두머리를 맡은 미시시피주 마운드바유의 T. R. M. 하워드애 의하여 제안된 제안을 지지하였다.  계획 아래 흑인의 기업과 자발적인 협회들은 자신들의 계좌들을 테네시주 멤피스의 흑인 소유 트라이스테이트 은행으로 옮겼다.  1955년의 말기까지 대략 30만 달러가 그 목적을 위하여 트라이스테이트 은행으로 입금되었다.  돈은 백인 은행들에 의하여 대출이 거부된 신용할 만한 흑인들에게 대출을 연장할 수 있게 하였다.  윌킨스는 자신이 결성에 도움을 준 워싱턴 행진 (1963년 8월)에 참가하였다.  윌킨스는 셀마 몽고메리 행진 (1965년)과 두려움을 맞서는 행진 (1966년)에 참가하기도 했다.

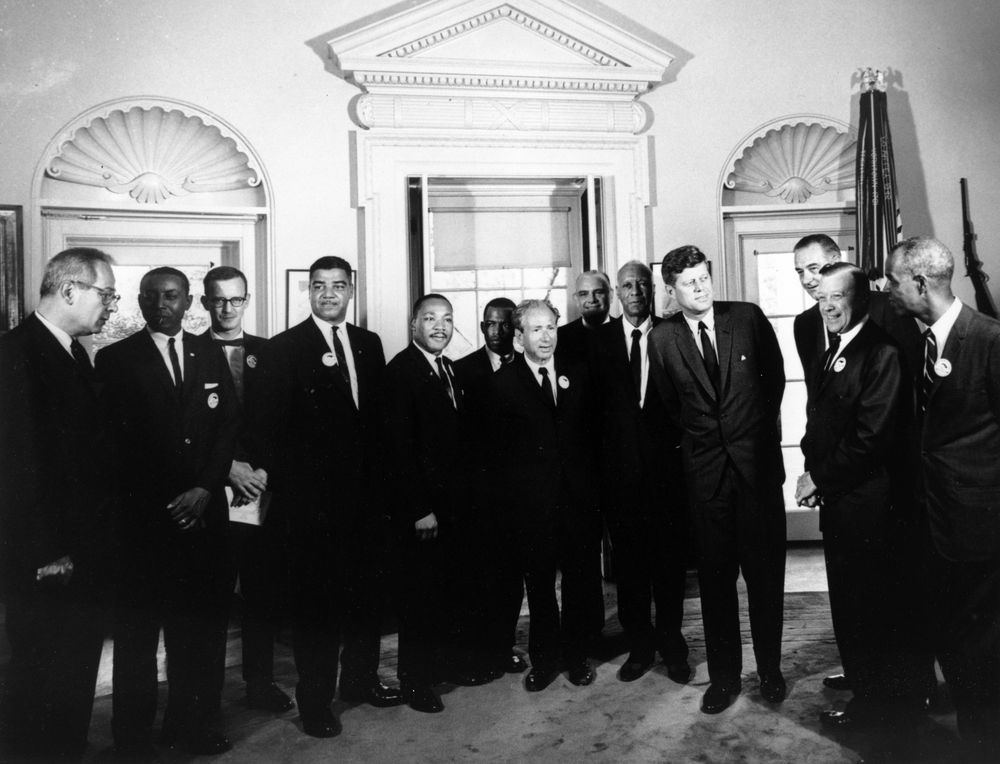
1963년 백악관에서 케네디 대통령과 존슨 부통령과 함께 한 워싱턴 행진의 결성자들 (맨 우측이 윌킨스)

그는 많은 의회의 도청들이 있기 전에 입증된 입법적 의미들에 의하여 개혁을 성취하는 것을 믿었고 4명의 대통령들 - 존 F. 케네디, 린든 B. 존슨, 리처드 닉슨, 제럴드 포드와 지미 카터와 회담을 가졌다.  그 성취들은 윌킨에게 정부 관계자들과 기성 정치인들로부터 관심을 끌었고 "Mr. Civil Rights" (미스터 민권)이라는 별명은 물론 그에게 존경을 얻었다.  윌킨스는 자신의 비폭력을 위한 지지 때문에 "블랙 파워" 운동에 의하여 대표되면서 민권을 위한 운동에서 강하게 호전성을 반대하였다.  그는 그 신념, 피부색 혹은 정치적 동기에 상관없이 인종차별의 강한 비평가였으며 또한 흑백인들의 폭력과 인종적 분리는 응답이 아니였다는 것을 선언하였다.  1962년 말까지 윌킨스는 프리덤 라이더 운동의 직접적인 방법들을 비판하였으나 버밍햄 운동 후 자신의 입지를 바꾸었고 1963년 피케팅 항의를 지도한 것으로 체포되었다.
인종적 분리의 문제들에 물론 그는 급진적인 인종 차별 폐지 대신 체계적인 통합의 제안자였다.  1964년 책〈누가 니그로를 대신하여 말하는가?〉를 위하여 로버트 펜 워런과 인터뷰에서 윌킨스는 다음과 같이 선언하였다. - 
우리 니그로들은 공공 학교 체제에서 향상들을 원하고 당연히 그들 중에 인종을 기반으로 인종적 분리의 배제로 다른 아이들이 다녔던 것처럼 우리의 아이들이 다녔던 학교들에서 양질의 교육의 기관이며 우리는 니그로 교사들을 원하고, 니그로 감독자들을 원하고 전체의 기회를 원하나 우리의 정부 형성과 우리의 사회의 구조가 살아날 수 있는 단 하나의 방향은 시민의 일반적인 세뇌에 의하여이며 우리는 공공 학교 체제에서 이것을 찾았다.  그리고 개혁자, 흑인 혹은 백인, 광신자든 아니든 상관 없이 함께 와서 "만약 내가 하고 싶은 것을 좋아하지 않는다면 난 그것을 파괴할 것이다"라고 말하는 것은 내가 아는 한 매우 위험한 비지니스이다.
하지만 그의 온건적인 견해들은 그를 "엉클 톰"으로 본 젊고 더욱 전투적인 흑인 활동가들에 의하여 증가적으로 충돌로 그를 데려왔다.
윌킨스는 또한 민권에 초점을 맞춘 형제회이자 아프리카계 미국인들을 위하여 설립된 대학간 그리스어 철자 형제회들 중의 하나인 "Omega Psi Phi"의 회원이었다.

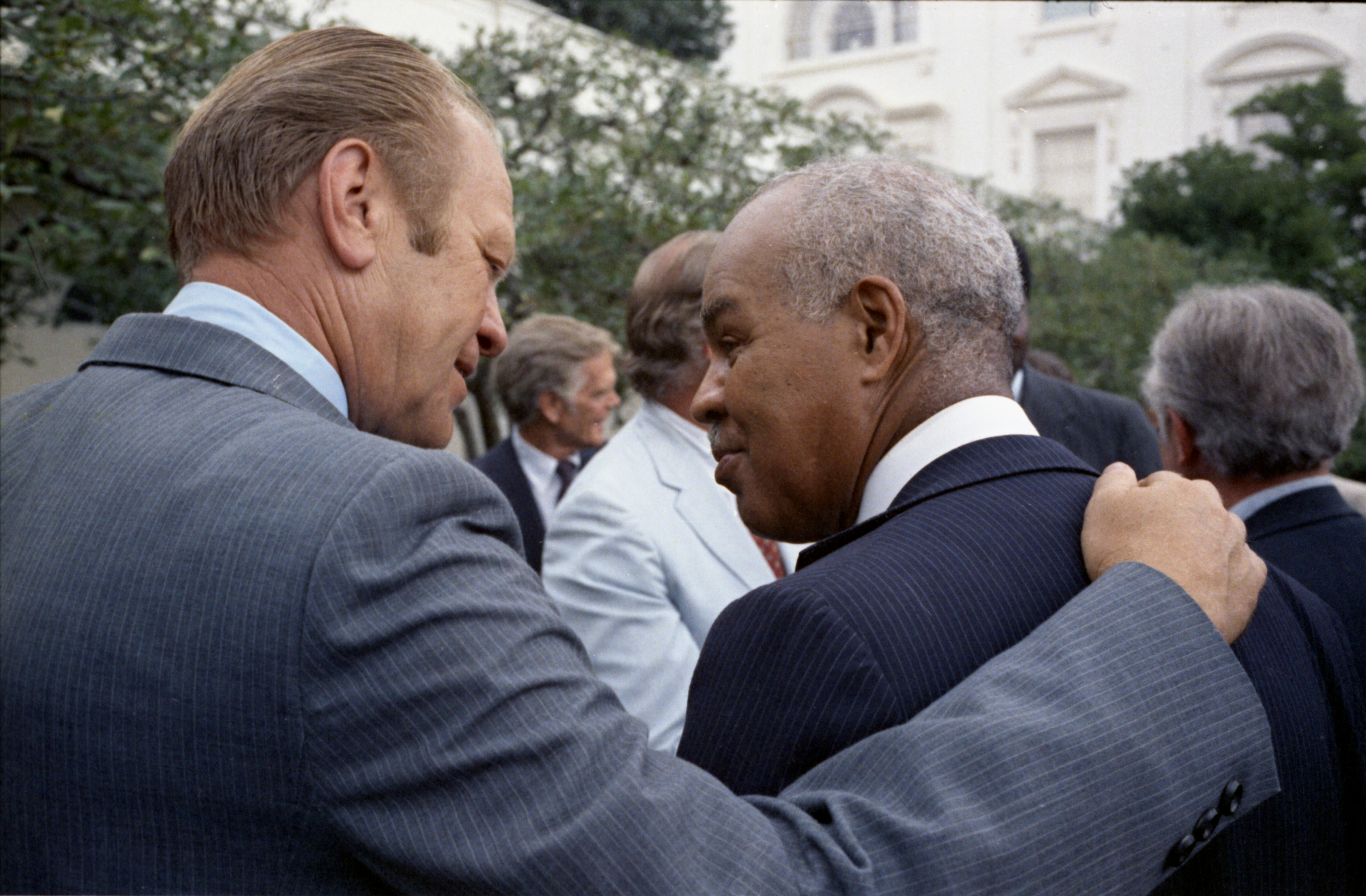
제럴드 포드 대통령과 함께 (1975년)

1964년 그는 전미 흑인 지위 향상 협회에 의하여 스핑건 훈장이 수여되었다.
그의 재직 동안 전미 흑인 지위 향상 협회는 국가를 민권 운동으로 들어가는 것을 지도하는 데 추축의 역할을 하였고 브라운 대 토피카 교육위원회 재판, 1964년 민권법과 1965년 선거권법을 포함한 상당한 민권 승리들로 이끈 노력들을 주도하였다.
1968년 윌킨스는 국제 인권 회의로 미국 사절단의 의장을 지내기도 했다.  1971년 70세가 된 후, 그는 전미 흑인 지위 향상 협회의 원장으로서 물러나는 데 증가하는 요구들을 향하였다.
1977년 76세의 나이에 윌킨스는 전미 흑인 지위 향상 협회로부터 결국 퇴직을 하였고 벤저민 훅스에 의하여 계승되었다.  윌킨스는 동년에 전미 흑인 지위 향상 협회의 명예 이사의 칭호와 함께 영예를 얻었다.  4년 후, 그는 자신의 부정맥 때문에 1979년 자신에 심장박동기를 인식한 것으로 관련된 심장 문제들로부터 뉴욕에서 사망하였다.  1982년 그의 저서 〈빨리 서라:로이 윌킨스의 자서전〉이 사후 발간되었다.
좌절과 모욕의 이 드라마에 나오는 사람들은 입법 논문에서 쉼표나 세미콜론이 아니다;그들은 미국의 사람들이요, 인류이며 시민들이다.
 — 로이 윌킨스

## 견해들
윌킨스는 확고한 자유주의자이자 냉전 동안 미국인들의 가치의 현저한 옹호자였다.  그는 민권 운동 안에 의심스럽고 사실상 공산주의자들을 비난하였다.  그는 데이지 베이츠, 폴 로브슨, W. E. B. 듀보이스, 로브트 F. 윌리엄스와 프레드 셔틀스워스 같은 운동의 좌익에 있는 일부에 의하여 자신의 신중한 접근, 풀뿌리 민주주의 조직들의 혐의 그리고 백인들의 반공주의를 향한 화해적인 태도로 비판을 받았다.
1951년 전미 흑인 지위 향상 협회와 당시 그 조직의 공식 잡지〈더 크라이시스〉의 편집자였던 윌킨스와 공모에 J. 에드거 후버와 미국 국무부는 아프리카에서 인쇄되어 베포될 유령이 쓴 전단지를 마련하였다.  전단지의 목적은 아프리카를 통하여 흑인 정치적으로 급진파이자 연예인 폴 로브슨에 관하여 부정적인 언론과 견해를 퍼뜨리는 것이었다.  아프리카에서 일한 국무부 공보담당관 로저 P. 로스는 다음과 같은 지시들을 포함한 세부 지침의 3 페이지를 발행하였다. -
황금 해안에서 미국 정보·교육 교환 (USIE) 그리고 나는 아프리카에서 전체의 로브슨 에피소드에 관하여 다른 곳에 통과하고 공감하고 유감스러우나 솔직하게 말하는 처리를 절실히 필요한 것을 의심한다 ...  공산주의자들이 우리에게 더욱 쉽게 그리고 미국에 보다 여기에 더욱 효과적으로 점수를 매길 방법은 없다.  일반적으로 니그로 문제 그리고 특히 로브슨 사건에 대해서이다.  그리고 편지에 응답하는 데 우리는 전자에 답하기 위하여 먼 길을 가고 있다.
전미 흑인 지위 향상 협회에 의하여 발간된 완성된 기사는〈폴 로브슨 - 잃어버린 목자〉였고 "잘 알려진 뉴욕의 저널리스트"로 전미 흑인 지위 향상 협회가 주장한 "로버트 앨런"의 잘못된 이름 아래 써졌다.  윌킨스에 의한 또다른 기사인 "스탈린의 가장 큰 패배"는 미국 연방 수사국의 정보와 함께 일관된 측면에서 로브슨과 미국 공산당을 비난하였다.
제2차 세계 대전 후 지속되는 린치와 그들의 "2등 시민" 신분 때문에 소련에 대항하는 전쟁에서 흑인들이 미국을 지지하지 않을 것이라는 파리 조약에서 로브슨의 널리 잘못 인용된 당시 윌킨스는 당시 일어났거나 혹은 일어날 다수의 린치에 관계없이 미국의 흑인들은 항상 군대에 복무할 것이라고 언급하였다.
윌킨스는 또한 만약 계획된 로브슨 콘서트를 취소하지 않았다면 1952년 전미 흑인 지위 향상 협회의 청년 단체의 헌장을 취소하겠다고 위협하였다.

### 군사 지지
미국 군사에서 흑인 군사 회원들의 참가를 향한 윌킨스의 견해들은 그와 다른 현저한 민권 운동 지도자들 사이에 논쟁의 거리였다.  대부분의 민권 단체와 활동가들이 조용히 있거나 베트남 전쟁에 반대하는 목소리를 냈던 동안 윌킨스는 자신이 아프리카계 미국인들이 군사 복무로부터 얻을 수 있었던 것을 믿었던 것에 관하여 연설하였다.  흑인 연구의 웨스턴 저널에 게시된 기사는 흑인 군인들이 해외는 물론 미국 둘다에서 평등권을 위하여 싸우고 있었다는 것을 암시한다.  윌킨스는 처음으로 인종적으로 통합된 미국 육군에서 참가하는 아프리카계 미국인 시민들의 중요성과 더불어 군사 복무의 금전적인 이점을 강조하였다.
자신이 존슨 대통령에 의하여 대통령 자유 훈장이 수여되었을 때 1969년 국제 정세의 영역에서 평등을 더욱 향상시키는 윌킨스의 노력들은 공개적으로 인정을 받았다.

## 사망과 유산
1981년 9월 8일 뉴욕에서 80세의 나이로 사망하였다.  자신의 이후의 세월 동안 윌킨스는 민권 운동의 "고위 정치가"로서 자주 언급되었다.
사후 1982년 그의 자서전 〈빨리 서라:로이 윌킨스의 자서전〉이 발간되었다.
1980년 로이 윌킨스 공로상은 평등과 인권의 정신을 구체화한 군대의 구성원들을 인정하는 데 설립되었다.  1985년 세인트폴 오디토리움은 윌킨스를 위하여 개명되었다.  1992년 미네소타 대학교의 험프리 공보대학에서 로이 윌킨스 인관관계·사회정의 센터가 설립되었다.  뉴욕 퀸스 세인트앨번스에 있는 로이 윌킨스 공원은 뉴욕의 전체를 위하여 독특한 공공 및 문화적 시금석으로서 그의 이름을 땄다.
길 스콧헤런은 자신의 스포큰 워드 노래 〈The Revolution Will Not Be Televised〉에서 이 가사와 함께 윌킨스를 언급하였다 - "There will be no slow motion or still life of Roy Wilkins strolling through Watts in a red, black and green liberation jumpsuit that he has been saving for just the proper occasion." (딱 적절한 경우를 위하여 저축을 해 온 붉은색, 흑색과 초록색의 해방 점프수트에 와츠를 통하여 떠돌아 다니는 로이 윌킨스에 관한 슬로 모션이나 정물은 없을 것이다.)  아미리 바라카는 자신의 "민권의 시"에서 "내가 길에서 로이 윌킨스를 본다면 난 내 샌들의 절반을 그 사람 엉덩이에 꽂을 것이다."라고 진술하였다.  2002년 몰레피 케테 어샌테이는 〈100명의 거대한 아프리카계 미국인들〉의 자신의 명단에 윌킨스를 나열하였다.
그는 2016년 텔레비전 드라마 《올 더 웨이》에서 조 모턴에 의하여 역이 맡아졌다.
크리스 록은 2023년 넷플릭스 영화 《러스틴》에서 다소 불리하게 윌킨스 역을 맡았다.  영화의 최종 장면에서 윌킨스는 워싱턴 행진의 계획 동안 윌킨스의 적수로서 영화를 통화여 묘사된 바이어드 러스틴에 대해 좀 더 긍정적인 견해를 갖게 되었다.